# Gnopharmia inermis
Gnopharmia inermis là một loài bướm đêm trong họ Geometridae.